# 全射
数学において、写像が全射的（ぜんしゃてき、英: surjective, onto）であるとは、その終域となる集合の元はどれもその写像の像として得られることを言う。即ち、集合 X から集合 Y への写像 f について、Y の各元 y に対し f(x) = y となるような X の元 x が（一般には複数あってもよいが）対応させられるとき、写像 f は全射 (surjection, onto mapping/function) であるという。全写（あるいは全写像）とも書く。

域 X（赤）から余域 Y（青+黄）への写像 f の模式図（余域 Y の内側の小さい楕円（黄）は f の値域）。これは一般には全射を表していない（一つも青に塗られる点がないときのみ全射）。

全射（および単射、双射）の語は20世紀フランスの数学結社ブルバキ（1935年以降『数学原論』シリーズを刊行している）により導入されたものである。接頭辞 sur- はフランス語で「上の」を意味し、写像の始域が終域全体をすっぽり覆い尽くすように写し込まれるイメージを反映したものになっている。sur, in, bi, jection いずれもラテン語源である。

## 定義
写像 f: A → B について、f の値域 f(A) ≔ {f(a)  |  a ∈ A} が終域（余域）B を含む（つまり B ⊆ f(A)）ならば、写像 f: A → B は 全射 (surjection) であるという。f は余域 B への全射的 (surjective) な写像である、B の上への (onto) 写像であるなどともいう。記号で書けば、f: A → B が全射であるとは ∀b ∈ B, ∃a ∈ A, f(a) = b を満足することである。このとき、しばしば鏃が二つの矢印を使って {\displaystyle f\colon A\twoheadrightarrow B} と表す。

全射であり単射でない
単射であり全射でない
全単射
全射でも単射でもない

## 例
- 実数 x に対し、その自乗 x2 を対応させる非負実数値写像 {\displaystyle f\colon \mathbb {R} \ni x\mapsto x^{2}\in \mathbb {R} _{+}} は全射である。ただし R+ で非負実数全体の集合を表している。実際、x ≥ 0 に対し、その非負平方根 √x をとれば、f(√x) = x とすることができる（負の平方根 −√x をとっても構わない）。終域を変更して、単に実関数 {\displaystyle f\colon \mathbb {R} \ni x\mapsto x^{2}\in \mathbb {R} } と考えたのでは全射にはならない。自乗して負になる実数は存在しないからである。
- 任意の集合 X において、X 上の恒等変換 {\displaystyle {\text{id}}_{X}\colon X\ni x\mapsto x\in X} は全射（実は双射）である。
- デカルト積 A × B の各成分への射影 {\displaystyle p_{A}\colon A\times B\ni (a,b)\mapsto a\in A,\ p_{B}\colon A\times B\ni (a,b)\mapsto b\in B}は全射である。
- 実2次多項式全体 {\displaystyle \mathbb {R} _{2}[x]:=\{ax^{2}+bx+c\ ;\ (a,b,c)\in (\mathbb {R} \setminus \{0\})\times \mathbb {R} \times \mathbb {R} \}} から {\displaystyle \mathbb {R} } への写像 D を {\displaystyle D(ax^{2}+bx+c):=b^{2}-4ac} と定義すると、D は全射である（任意の {\displaystyle r\in \mathbb {R} } に対して、例えば {\displaystyle x^{2}-r/4\mapsto r} である）。
- 正の整数 n に対し、{\displaystyle \det \colon M_{n}(\mathbb {R} )\ni A\mapsto \det A\in \mathbb {R} }は全射である（ここで {\displaystyle M_{n}(\mathbb {R} )}は実 n 次正方行列全体であり， {\displaystyle \det A}は行列式を表す）．実際，任意の実数 r に対して、対角行列 diag(r, 1, …, 1) の行列式は r である。
- 指数関数{\displaystyle \exp \colon \mathbb {R} \ni x\mapsto e^{x}\in (0,\infty )} は全射である．実際，任意の{\displaystyle y\in (0,\infty )} に対して，{\displaystyle x:=\log y} ととれば{\displaystyle \exp(x)=e^{x}=y}である．
- 複素数に対してその実部，虚部，絶対値を与える写像{\displaystyle \Re \colon \mathbb {C} \ni z\mapsto (z+{\overline {z}})/2\in \mathbb {R} ,\ \Im \colon \mathbb {C} \ni z\mapsto (z-{\overline {z}})/2i\in \mathbb {R} ,\ |\cdot |\colon \mathbb {C} \ni z\mapsto {\sqrt {\Re (z)^{2}+\Im (z)^{2}}}\in \mathbb {R} }はいずれも全射である．

平面上に表した全射の模式図。函数 f: X → Y; y = f(x)（X = 函数の定義域, Y = 函数の値域）。値域の各元の上に定義域の元が規則 f に従って写される（定義域の複数の元が値域の同じ元に写ってもよい）。左： f が全射になるような定義域の一つ。右： 二つの定義域 X_{1}, X_{2} が示されているが、何れの場合も f は全射になる。

平面上に表した全射でない場合の模式図。余域 Y の一部の元 y は適当な x ∈ X をとって y = f(x) と書けるが、そうは書けない部分もある。左： y_{0} は Y に属すが、y_{0} = f(x_{0}) となる x_{0} ∈ X がない。右： y_{1}, y_{2}, および y_{3} は Y の元だが、y_{1} = f(x_{1}), y_{2} = f(x_{2}), および y_{3} = f(x_{3}) となるような x_{1}, x_{2}, および x_{3} は X の中には無い。

## 性質
写像が双射（全単射）となるのは、それが単射かつ全射となることと同値である。
函数を（よくやるように）そのグラフと同一視して考えるとき、単射性とは異なり、全射性を函数のグラフのみから読み取ることはできない。全射性は函数自体の性質というよりは函数と余域との関係性と見るべきものである。

### 右可逆性
写像 g: Y → X が写像 f: X → Y の右逆写像であるとは、f(g(y)) = y（つまり g の効果が f によって打ち消される）が Y の各元 y で成り立つときに言う。言葉を変えれば、g と f とのこの順番での合成 f ∘ g が g の定義域 Y 上の恒等写像 idY となるとき、g が f の右逆であるという。逆順の g ∘ f が f の定義域 X 上の恒等写像でないかもしれないから、写像 g は必ずしも f の（完全）逆写像であるわけではない。即ち、f は g を打ち消すが、逆は必ずしも成り立たない。
右逆を持つ任意の写像は全射であるが、「任意の全射が右逆写像を持つ」という命題は選択公理に同値である。
f: X → Y が全射で B が Y の部分集合であるとき、f(f −1(B)) = B が成り立つ。つまり B はその原像 f −1(B) から回復される。

### 全型射との関係

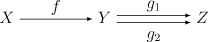
右消約性

写像 f: X → Y が全射となる必要十分条件は、それが右消約的であること、即ち「与えられた写像 g1, g2: Y → Z が g1 ∘ f = g2 ∘ f を満たす限り常に g1 = g2 が言えること」である。この性質は、写像とその合成によって定式化されているから、より一般に圏における射 (morphism) とその合成についての性質に一般化できる。即ち、右消約的な射はエピ射あるいは全型射（圏論的全射）であるという。写像が（集合論的）全射 (surjection) ならば、それはちょうど集合の圏における全型射 (epimorphism) になっている。接頭辞の ἐπί はギリシャ語で「上の」を意味する言葉である。
右逆型射をもつ任意の射は全型射であるが、逆は一般には正しくない。射 f の右逆 g は f に対する切断と呼ばれ、右逆を持つ射は分裂型全型射 (split epimorphism) であるという。

### 二項関係としての全射
域 X および余域 Y を持つ任意の写像は（そのグラフと同一視することにより）、X と Y との間の左全域的かつ右一意な二項関係と見ることができる。従って、域 X, 余域 Y をもつ全射は、X と Y との間の左全域的、右一意かつ右全域的な二項関係ということになる。

### 全射の始域の濃度
全射の始域の濃度は、余域の濃度以上である。つまり f: X → Y が全射ならば、X は少なくとも Y の元の（濃度の意味での）個数と等しい数の元を含む。ただし、このことの証明には、Y の任意の元 y に対して f(g(y)) = y を満たす写像 g: Y → X の存在を言うために選択公理が必要になる。g が単射であることを見るのは容易であるから、定義により |Y| ≤ |X| が得られる。
特に、X と Y が同じ数の元を持つ有限集合であるときには、f: X → Y が全射であることと f が単射であることとが同値になる。

### 合成と分解

合成が全射（先に施す写像が全射でなくともよいことがわかる）

全射同士の合成は常に全射である。即ち、f および g がともに全射で、g の余域が f の定義域と等しいとき、合成写像 f ∘ g は全射になる。逆に、合成 f ∘ g が全射ならば f は全射（だが先に施すほうの g は必ずしも全射でなくてよい）。この性質は、集合の圏における全射から任意の圏における任意の全射に一般化される。
任意の写像は、全射と単射との合成の形に分解することができる。即ち、h: X → Z を任意の写像とすれば、全射 f: X → Y と単射 g: Y → Z で h = g ∘ f を満たすものが存在する。これを見るには、集合 Y は X の部分集合族 {\textstyle Y:=\{h^{-1}(z)=\{x\in X\mid h(x)=z\}\mid z\in h(X)\}} として定めればよい。ここに現れた原像は互いに交わりを持たず、X の分割を与える。このとき、f として各元 x ∈ X を x を含む Y の元へ写す写像 {\textstyle f\colon x\mapsto \{x'\in X\mid h(x')=h(x)\}} をとり、g として Y の各元が含む X の元が h によって写されるところの Z の元へ写す写像 {\textstyle g\colon h^{-1}(z)\mapsto z} とすれば、f は射影ゆえ全射で、g は作り方から単射となり、h = g ∘ f が成り立つ。

### 誘導された全射・双射
任意の写像はその終域を値域にまで制限することにより全射を誘導し、任意の全射は同じ決まった値に写るような定義域の元を同一視して潰すような商集合の上の全単射を誘導する。きちんと述べれば、任意の全射 f: A → B は以下に述べるように全単射と射影の合成に分解される。A/∼ を x ∼ y ⇔ f(x) = f(y) で定められる同値関係による A の同値類全体の成す集合とする。A/∼ を f による原像全体の成す集合とするといっても同じことである。写像 P~: A ↠ A/∼ を A の各元 x をその同値類 [x]~ へ写す射影とし、fP: A/∼ → B を  {\displaystyle f_{P}([x]_{\sim }):=f(x)} で与えられるよく定義された写像とすればこれは全単射で、f = fP ∘ P~ が成り立つ。

### 数え上げ
包除原理の応用として、有限集合 X から Y への全射の数は
{\displaystyle n!S(m,n)=\sum _{k=0}^{n}(-1)^{k}{\binom {n}{k}}(n-k)^{m}}
により与えられる。ここで m, n は有限集合 X, Y の濃度であり、S(m, n) は第二種スターリング数である。